# گورستان محوطه جردن
گورستان محوطه جردن مربوط به دوران‌های تاریخی پس از اسلام است و در شهرستان رودسر، بخش رحیم‌آباد، روستای یاسور واقع شده و این اثر در تاریخ ۲۷ بهمن ۱۳۸۲ با شمارهٔ ثبت ۱۰۹۸۱ به‌عنوان یکی از آثار ملی ایران به ثبت رسیده‌است.